# Zlín střed
Zlín střed – stacja kolejowa w Zlinie, w kraju zlińskim, w Czechach. Jest jedną z wielu stacji kolejowych w mieście, położoną w pobliżu centrum miasta, tuż przy głównym dworcu autobusowym. Znajduje się na wysokości 215 m n.p.m.
Na stacji istnieje możliwość zakupu biletów na wszystkiego rodzaju pociągi oraz rezerwacji miejsc. 

## Linie kolejowe
- 331 Otrokovice - Vizovice